# Turistická značená trasa 1003
Turistická značená trasa 1003 značená modře vede z městské části Praha-Uhříněves do městské části Praha-Klánovice. Měří 15 km. Trasa nepřekonává žádné velké kopce.

## Trasa
Trasa začíná u vlakového nádraží v Praze-Uhříněvsi. Odtud vede přes Prahu-Dubeč do Prahy Běchovice. Pokračuje přes Xaverovský háj k rozcestí Nové dvory. Odtud vede souběžně s Naučnou stezkou Klánovickým lesem do Klánovic kde končí.
| Km  | Místo                   | Navazující a křižující trasy | Nadm. výška |
| --- | ----------------------- | ---------------------------- | ----------- |
| 0   | Uhříněves (žst)         | 0008, 3059                   | 298 m       |
| 0,2 | Picassova (bus)         |                              | 313 m       |
| 3   | Podleský rybník         |                              | 269 m       |
| 4,5 | Dubeč zřícenina tvrze   |                              | 247 m       |
| 7   | Běchovice (žst)         |                              | 237 m       |
| 9   | V Ořešinách (rozc.)     | 6065                         | 257 m       |
| 11  | Xaverov                 |                              | 256 m       |
| 13  | Nové Dvory              | 3117, 9085                   | 258 m       |
| 15  | nádraží Klánovice sever | 0008, 6001, 9085             | 254 m       |
| 15  | nádraží Klánovice jih   | 0008, 0010, 3117, 6001, 9085 | 254 m       |

## Zajímavá místa
- Obora v Uhříněvsi
- Židovský hřbitov v Praze-Uhříněvsi
- Podleský rybník
- Duby u hráze Podleského rybníka
- Přírodní park Říčanka
- Rohožník - lom v Dubči
- Dubeč (tvrz)
- Jasan u kostela sv. Petra v Dubči
- Lítožnice
- Xaverovský háj
- Klánovický les
- Slavětický rybník, zaniklý, dochovaná hráz
- Prameniště Blatovského potoka
- Přírodní park Klánovice-Čihadla

## Veřejná doprava
Cesta začíná u nádraží Praha-Uhříněves, vede okolo nádraží Praha-Běchovice a končí u železniční zastávky Praha-Klánovice.